# Вологез IV

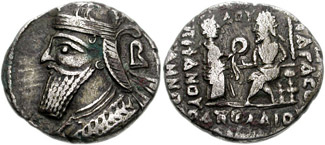
Монета Вологеза IV

Вологез IV — цар Парфії з династії Аршакідів. Правив у 147—191.

## Війна з Римом
Вологез IV змінив на троні свого батька Вологеза III і, прагнучи взяти реванш у Риму, став активно готуватися до війни. У 193 році підтримав претендента на трон Песценнія Нігера. За це у 195 році вимушений був витримати атаку війська під орудою імператора Септимія Севера. У 196 в Римі спалахнула чергова громадянська війна, і Вологез IV, скориставшись цим, спробував повернути втрачену його батьком північну Месопотамію, але зустрів сильний опір римлян біля м. Нісібіс, яку обороняв легат Лет. Того ж року почалося повстання у Бактрії та Аріані, але Вологез придушив ворохобників, а потім підкорив Адіабену, захопивши й стративши її царя Нарсеса. Потім знову рушив до Нісібіса.
У 197 році римська армія на чолі з імператором Септимієм Севером. Римляни, побудувавши кораблі, спустилися вниз по Тигру в південну Месопотамію та захопили великі парфянські міста Селевкію, Вавилон та столицю Ктесифон. Але, незважаючи на перемоги, римляни не вжили спроб закріпити успіх та після повного розорення парфянської Месопотамії залишили її. Втім, саме героїчна оборона Хатри від римлян у 199 році врятувала Меспотамію від перетворення на римську провінцію. Як видно з дій Септимія Севера, він не ставив перед собою завдання захоплення усіх парфянських областей, а прагнув лише максимально їх послабити.
Під час особистих переговорів між Вологезом IV і Септимієм Севером римляни погодилися на мир на дуже поміркованих умовах. При цьому уся північна Месопотамія переходила під контроль Римської імперії.